# Euphyia festa
Euphyia festa là một loài bướm đêm trong họ Geometridae.